# Gypona duella
Gypona duella är en insektsart som beskrevs av Delong och Freytag 1962. Gypona duella ingår i släktet Gypona och familjen dvärgstritar. Inga underarter finns listade i Catalogue of Life.